# A oscuras
A oscuras es una película de Argentina filmada en colores dirigida por Victoria Chaya Miranda sobre el guion de Carla Scatarelli que se estrenó el 10 de enero de 2019 y que tuvo como actores principales a Esther Goris, Francisco Bass, Arturo Bonín y Alberto Ajaka

## Sinopsis
La película contiene tres historias: Lola intenta que el paso del tiempo no destruya su talento, la violenta relación con Víctor acercará a Ana al mundo de la prostitución

## Reparto
Intervinieron en el filme los siguientes intérpretes:
- Guadalupe Docampo ... Ana
- Esther Goris ... Lola
- Francisco Bass ... Lucio
- Arturo Bonín ... Mario
- Alberto Ajaka ... Víctor
- Norma Pons[3][4]
- Rafael Ferro
- Daniel Valenzuela
- Ana Acosta
- Germán de Silva
- Carla Scatarelli
- Andrés Ciavaglia
- Verónica Intile

## Críticas
Gaspar Zimerman en Clarín opinó:

”Las tres historias tienen en común la soledad y la desesperación de sus protagonistas, que parecen aislados en sus problemáticas y no tienen a quién pedir ayuda… es muy difícil empatizar con las vivencias de estos seres extraviados…Quizá la historia que pueda llegar a tocar alguna fibra, por rozar un tema de actualidad en la agenda social y mediática como la violencia de género, es la de la bailarina del caño. Que incluso tiene algún suspenso por la tirante relación entre esta mujer… y su maltratador novio/proxeneta...Los otros dos cuentos son aún más áridos. Una irreconocible Esther Goris…protagoniza un desdibujado remedo de Sunset Boulevard, mientras que las andanzas del merquero dealer/encargado de boliche que encarna Francisco Bass directamente no tienen sustento dramático.

Matías Orta en el sitio web asalallena exceigió:

” 
Lola, Ana, Lucio y quienes los rodean son mostrados con honestidad, sin emitir juicios de valor; todos tratan de sobrevivir, de aferrarse de lo que queda de sus sueños y de sus anhelos, y deben cuidarse de no ser devorados por sus propios tormentos. Otro mérito de la directora y de la guionista, Carla Scatarelli, es contar la vida y los padecimientos internos de los personajes sin caer en sobreexplicaciones ni lugares comunes. Esther Goris transmite la fragilidad de Lola, pero sin perder su carácter, consiguiendo una de sus mejores actuaciones. Guadalupe Docampo confirma su versatilidad para componer personajes con riqueza de matices, incluso en un mismo film. Francisco Bass...resulta muy convincente en un rol tan arriesgado, y evitando la sobreactuación…A oscuras es una película urbana, adulta, incómoda. Si bien algunos climas son propios de un thriller, en el fondo se trata de un drama con criaturas de la noche tan humanas como las que caminan a la luz del día.